# هوهي فيسبيلي
هوهي فيسبيلي (بالإنجليزية: Höhi Wispile)‏ هو أحد جبال سلسلة جبال الألب البرنية وجزء من القمة الأم فيلدورن يقع في كانتون برن, سويسرا. يبلغ ارتفاع الجبل حوالي 1939 متر، بينما يبلغ ارتفاع نتوء الجبل 280 متر.